# مرجعيون
مرجعيون هي إحدى القرى اللبنانية من قرى قضاء مرجعيون في محافظة النبطية.
مدينة تاريخية تطل على سهل زراعي خصب سمي باسمها، و يعتاش منه عدد لا بأس به من سكان القضاء. كانت مركزاً لجيش لبنان الجنوبي آنذاك. تضم بلدة مرجعيون عدداً كبيراً من المسيحيين ويبلغ عددهم حوالي 5,000 نسمة. يؤلف المسيحيون الأرثوذكس الغالبية العظمى من سكان البلدة، لكن هناك أيضاً مسيحيون من الموارنة والروم الملكيين الكاثوليك في مرجعيون. خارج المدينة، معظم القرى في الوديان المحيطة والجبال المحيطة بها فإن سكانها هم من المسلمين الشيعة.

## أعلام
- سعد حداد
- عازار حبيب
- جورج جرداق
- بريجيت غابرييل
- سلام ضاهر